# زن ضربدر هفت
زن ضرب در هفت (انگلیسی: Woman Times Seven) فیلمی به کارگردانی ویتوریو دسیکا است که در سال ۱۹۶۷ منتشر شد.

## بازیگران
- شرلی مک‌لین
- پیتر سلرز
- مایکل کین
- لکس بارکر
- آنیتا اکبرگ
- ویتوریو گاسمن
- روسانو براتزی
- السا مارتینلی
- رابرت مورلی
- آلن آرکین
- فیلیپ نوآره
- کاترین سمی
- فولویو مینگوتسی
- آدرین کوری